# 수스트

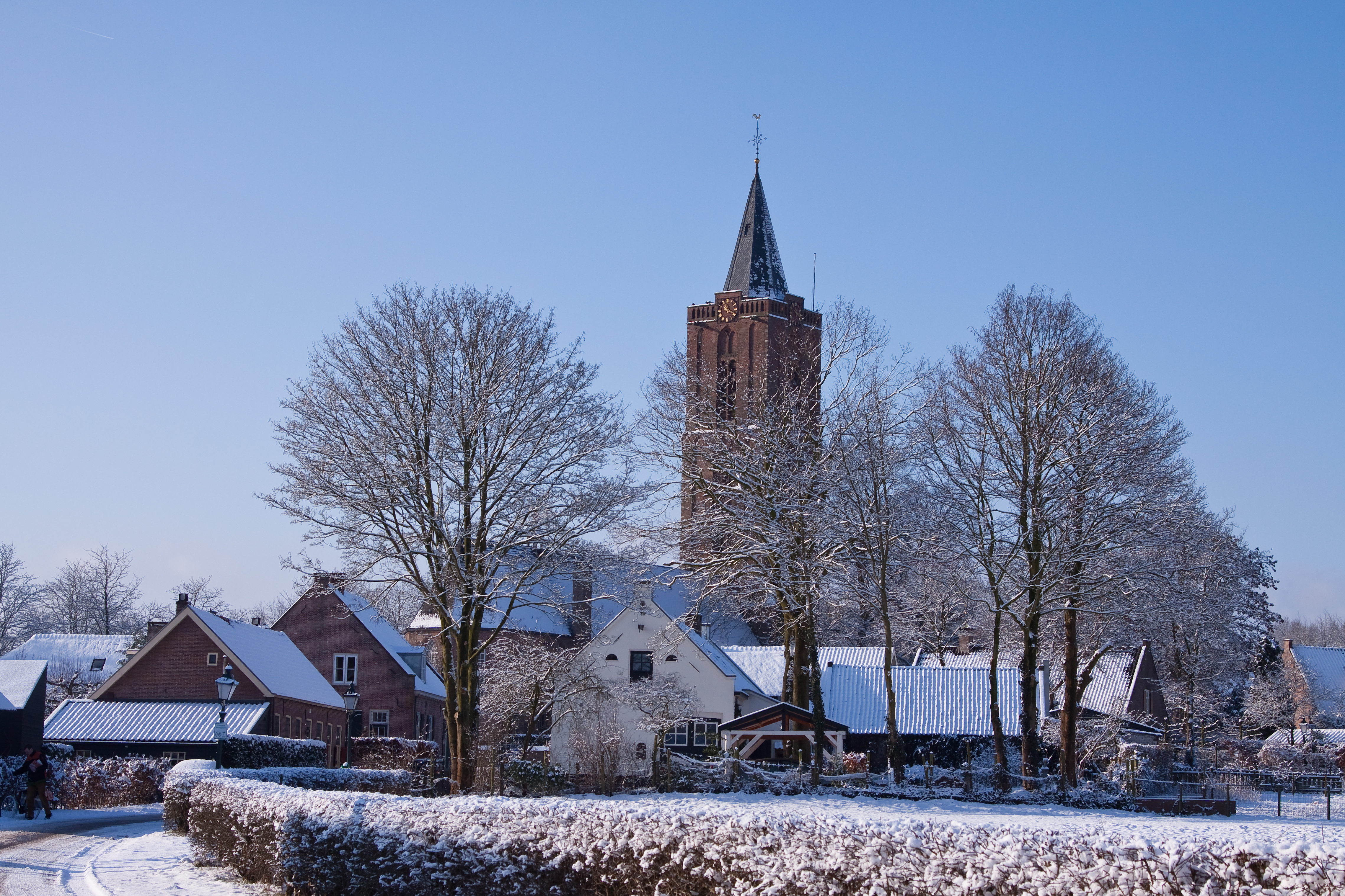
수스트 교회

수스트의 위치

수스트(네덜란드어: Soest)는 네덜란드 중부 위트레흐트주의 도시로 면적은 46.43km2, 높이는 13m, 인구는 46,099명(2017년 2월 기준), 인구 밀도는 997명/km2이다.
아메르스포르트에서 서쪽으로 약 6km 정도 떨어진 곳에 위치한다. 위트레흐트, 바른을 연결하는 철도 노선, 아메르스포르트, 힐베르쉼, 뢰스던을 연결하는 도로가 지나간다.

시기
시 문장

## 자매 도시
- 독일 조스트